# 5701 Baltuck
Az 5701 Baltuck (ideiglenes jelöléssel 1929 VS) a Naprendszer kisbolygóövében található aszteroida. Clyde Tombaugh fedezte fel 1929. október 26-án.